# Seznam evropských hokejistů, kteří vyhráli Stanley Cup
Seznam hokejistů narozených v Evropě, kteří vyhráli v NHL Stanley Cup. Aktuálnost k sezóně NHL 2024/2025.
- Poznámka = tučně jsou označeni hráči kteří jsou aktívní v NHL

## Švédsko
- Celkem 47 hráčů

| Hráč                 | Klub                                                  | Počet |
| -------------------- | ----------------------------------------------------- | ----- |
| Anders Kallur        | New York Islanders (1980, 1981, 1982, 1983)           | 4     |
| Bob Nystrom          | New York Islanders (1980, 1981, 1982, 1983)           | 4     |
| Stefan Persson       | New York Islanders (1980, 1981, 1982, 1983)           | 4     |
| Tomas Holmström      | Detroit Red Wings (1997, 1998, 2002, 2008)            | 4     |
| Nicklas Lidström     | Detroit Red Wings (1997, 1998, 2002, 2008)            | 4     |
| Niklas Hjalmarsson   | Chicago Blackhawks (2010, 2013, 2015)                 | 3     |
| Tomas Jonsson        | New York Islanders (1982, 1983)                       | 2     |
| Willy Lindström      | Edmonton Oilers (1984, 1985)                          | 2     |
| Ulf Samuelsson       | Pittsburgh Penguins (1991, 1992)                      | 2     |
| Tommy Albelin        | New Jersey Devils (1995, 2003)                        | 2     |
| Peter Forsberg       | Colorado Avalanche (1996, 2001)                       | 2     |
| Marcus Krüger        | Chicago Blackhawks (2013, 2015)                       | 2     |
| Johnny Oduya         | Chicago Blackhawks (2013, 2015)                       | 2     |
| Patric Hörnqvist     | Pittsburgh Penguins (2016, 2017)                      | 2     |
| Carl Hagelin         | Pittsburgh Penguins (2016, 2017)                      | 2     |
| André Burakovsky     | Washington Capitals (2018), Colorado Avalanche (2022) | 2     |
| Victor Hedman        | Tampa Bay Lightning (2020, 2021)                      | 2     |
| Gustav Forsling      | Florida Panthers (2024, 2025)                         | 2     |
| Mats Hallin          | New York Islanders (1983)                             | 1     |
| Kjell Dahlin         | Montreal Canadiens (1986)                             | 1     |
| Mats Näslund         | Montreal Canadiens (1986)                             | 1     |
| Kent Nilsson         | Edmonton Oilers (1987)                                | 1     |
| Håkan Loob           | Calgary Flames (1989)                                 | 1     |
| Kjell Samuelsson     | Pittsburgh Penguins (1992)                            | 1     |
| Anders Eriksson      | Detroit Red Wings (1998)                              | 1     |
| Fredrik Olausson     | Detroit Red Wings (2002)                              | 1     |
| Fredrik Modin        | Tampa Bay Lightning (2004)                            | 1     |
| Niclas Wallin        | Carolina Hurricanes (2006)                            | 1     |
| Samuel Påhlsson      | Anaheim Ducks (2007)                                  | 1     |
| Niklas Kronwall      | Detroit Red Wings (2008)                              | 1     |
| Henrik Zetterberg    | Detroit Red Wings (2008)                              | 1     |
| Mikael Samuelsson    | Detroit Red Wings (2008)                              | 1     |
| Johan Franzén        | Detroit Red Wings (2008)                              | 1     |
| Andreas Lilja        | Detroit Red Wings (2008)                              | 1     |
| Viktor Stalberg      | Chicago Blackhawks (2013)                             | 1     |
| David Rundblad       | Chicago Blackhawks (2015)                             | 1     |
| Joakim Nordström     | Chicago Blackhawks (2015)                             | 1     |
| Nicklas Bäckström    | Washington Capitals (2018)                            | 1     |
| Christian Djoos      | Washington Capitals (2018)                            | 1     |
| Carl Gunnarsson      | St. Louis Blues (2019)                                | 1     |
| Alexander Steen      | St. Louis Blues (2019)                                | 1     |
| Oskar Sundqvist      | St. Louis Blues (2019)                                | 1     |
| Gabriel Landeskog    | Colorado Avalanche (2022)                             | 1     |
| William Karlsson     | Vegas Golden Knights (2023)                           | 1     |
| Kevin Sterlund       | Florida Panthers (2024)                               | 1     |
| Oliver Ekman-Larsson | Florida Panthers (2024)                               | 1     |
| Jesper Boqvist       | Florida Panthers (2025)                               | 1     |

## Rusko
- Celkem 35 hráčů

| Hráč                  | Klub                                                | Počet |
| --------------------- | --------------------------------------------------- | ----- |
| Sergej Brylin         | New Jersey Devils (1995, 2000, 2003)                | 3     |
| Sergej Fjodorov       | Detroit Red Wings (1997, 1998, 2002)                | 3     |
| Igor Larionov         | Detroit Red Wings (1997, 1998, 2002)                | 3     |
| Jevgenij Malkin       | Pittsburgh Penguins (2009, 2016, 2017)              | 3     |
| Sweeney Schriner      | Toronto Maple Leafs (1942, 1945)                    | 2     |
| Sergej Zubov          | New York Rangers (1994), Dallas Stars (1999)        | 2     |
| Sergej Němčinov       | New York Rangers (1994), New Jersey Devils (2000)   | 2     |
| Vjačeslav Kozlov      | Detroit Red Wings (1997, 1998)                      | 2     |
| Vjačeslav Fetisov     | Detroit Red Wings (1997, 1998)                      | 2     |
| Pavel Dacjuk          | Detroit Red Wings (2002, 2008)                      | 2     |
| Vjačeslav Vojnov      | Los Angeles Kings (2012, 2014)                      | 2     |
| Ivan Barbašov         | St. Louis Blues (2019), Vegas Golden Knights (2023) | 2     |
| Vladimir Tarasenko    | St. Louis Blues (2019), Florida Panthers 2024       | 2     |
| Nikita Kučerov        | Tampa Bay Lightning (2020, 2021)                    | 2     |
| Andrej Vasilevskij    | Tampa Bay Lightning (2020, 2021)                    | 2     |
| Alexandr Karpovcev    | New York Rangers (1994)                             | 1     |
| Alexej Kovaljov       | New York Rangers (1994)                             | 1     |
| Valerij Zelepukin     | New Jersey Devils (1995)                            | 1     |
| Valerij Kamenskij     | Colorado Avalanche (1996)                           | 1     |
| Alexej Gusarov        | Colorado Avalanche (1996)                           | 1     |
| Vladimir Konstantinov | Detroit Red Wings (1997)                            | 1     |
| Dmitrij Mironov       | Detroit Red Wings (1998)                            | 1     |
| Vladimir Malachov     | New Jersey Devils (2000)                            | 1     |
| Alexandr Mogilnyj     | New Jersey Devils (2000)                            | 1     |
| Dmitrij Afanasenkov   | Tampa Bay Lightning (2004)                          | 1     |
| Nikolaj Chabibulin    | Tampa Bay Lightning (2004)                          | 1     |
| Ilja Bryzgalov        | Anaheim Ducks (2007)                                | 1     |
| Sergej Gončar         | Pittsburgh Penguins (2009)                          | 1     |
| Andrej Loktionov      | Los Angeles Kings (2012)                            | 1     |
| Dmitrij Orlov         | Washington Capitals (2018)                          | 1     |
| Jevgenij Kuzněcov     | Washington Capitals (2018)                          | 1     |
| Alexandr Ovečkin      | Washington Capitals (2018)                          | 1     |
| Michal Sergačev       | Tampa Bay Lightning (2020, 2021)                    | 1     |
| Alexandr Volkov       | Tampa Bay Lightning (2020)                          | 1     |
| Valerij Ničuškin      | Colorado Avalanche (2022)                           | 1     |

## Česko
- Celkem 31 hráčů

| Hráč                  | Klub                                                    | Počet |
| --------------------- | ------------------------------------------------------- | ----- |
| Jaroslav Pouzar       | Edmonton Oilers (1984, 1985, 1987)                      | 3     |
| Jiří Hrdina           | Calgary Flames (1989), Pittsburgh Penguins (1991, 1992) | 3     |
| Jaromír Jágr          | Pittsburgh Penguins (1991, 1992)                        | 2     |
| Robert Holík          | New Jersey Devils (1995, 2000)                          | 2     |
| Patrik Eliáš          | New Jersey Devils (2000, 2003)                          | 2     |
| Petr Sýkora           | New Jersey Devils (2000), Pittsburgh Penguins (2009)    | 2     |
| Jiří Fischer          | Detroit Red Wings (2002, 2008 - jako funkcionář)        | 2     |
| Dominik Hašek         | Detroit Red Wings (2002, 2008)                          | 2     |
| Michal Rozsíval       | Chicago Blackhawks (2013, 2015)                         | 2     |
| Ondřej Palát          | Tampa Bay Lightning (2020, 2021)                        | 2     |
| Jan Rutta             | Tampa Bay Lightning (2020, 2021)                        | 2     |
| Petr Svoboda          | Montreal Canadiens (1986)                               | 1     |
| Petr Klíma            | Edmonton Oilers (1990)                                  | 1     |
| Roman Turek           | Dallas Stars (1999)                                     | 1     |
| Milan Hejduk          | Colorado Avalanche (2001)                               | 1     |
| Martin Škoula         | Colorado Avalanche (2001)                               | 1     |
| Jiří Šlégr            | Detroit Red Wings (2002)                                | 1     |
| Richard Šmehlík       | New Jersey Devils (2003)                                | 1     |
| Pavel Kubina          | Tampa Bay Lightning (2004)                              | 1     |
| Stanislav Neckář      | Tampa Bay Lightning (2004)                              | 1     |
| František Kaberle ml. | Carolina Hurricanes (2006)                              | 1     |
| Josef Vašíček         | Carolina Hurricanes (2006)                              | 1     |
| Jiří Hudler           | Detroit Red Wings (2008)                                | 1     |
| Tomáš Kaberle         | Boston Bruins (2011)                                    | 1     |
| David Krejčí          | Boston Bruins (2011)                                    | 1     |
| Michael Frolík        | Chicago Blackhawks (2013)                               | 1     |
| Michal Kempný         | Washington Capitals (2018)                              | 1     |
| Jakub Vrána           | Washington Capitals (2018)                              | 1     |
| Pavel Francouz        | Colorado Avalanche (2022)                               | 1     |
| Vítek Vaněček         | Florida Panthers (2025)                                 | 1     |
| Tomáš Nosek           | Florida Panthers (2025)                                 | 1     |

## Finsko
- Celkem 19 hráčů

| Hráč               | Klub                                                              | Počet |
| ------------------ | ----------------------------------------------------------------- | ----- |
| Jari Kurri         | Edmonton Oilers (1984, 1985, 1987, 1988, 1990)                    | 5     |
| Esa Tikkanen       | Edmonton Oilers (1985, 1987, 1988, 1990), New York Rangers (1994) | 5     |
| Reijo Ruotsalainen | Edmonton Oilers (1987, 1990)                                      | 2     |
| Olli Määttä        | Pittsburgh Penguins (2016, 2017)                                  | 2     |
| Aleksander Barkov  | Florida Panthers (2024, 2025)                                     | 2     |
| Anton Lundell      | Florida Panthers (2024, 2025)                                     | 2     |
| Eetu Luostarinen   | Florida Panthers (2024, 2025)                                     | 2     |
| Niko Mikkola       | Florida Panthers (2024, 2025)                                     | 2     |
| Tomas Sandström    | Detroit Red Wings (1997)                                          | 1     |
| Jere Lehtinen      | Dallas Stars (1999)                                               | 1     |
| Ville Nieminen     | Colorado Avalanche (2001)                                         | 1     |
| Teemu Selänne      | Anaheim Ducks (2007)                                              | 1     |
| Valtteri Filppula  | Detroit Red Wings (2008)                                          | 1     |
| Antti Niemi        | Chicago Blackhawks (2010)                                         | 1     |
| Tuukka Rask        | Boston Bruins (2011)                                              | 1     |
| Kimmo Timonen      | Chicago Blackhawks (2015)                                         | 1     |
| Teuvo Teräväinen   | Chicago Blackhawks (2015)                                         | 1     |
| Artturi Lehkonen   | Colorado Avalanche (2022)                                         | 1     |
| Mikko Rantanen     | Colorado Avalanche (2022)                                         | 1     |

## Slovensko
- Celkem 10 hráčů

| Hráč           | Klub                                                | Počet |
| -------------- | --------------------------------------------------- | ----- |
| Marián Hossa   | Chicago Blackhawks (2010, 2013, 2015)               | 3     |
| Tomáš Kopecký  | Detroit Red Wings (2008), Chicago Blackhawks (2010) | 2     |
| Erik Černák    | Tampa Bay Lightning (2020, 2021)                    | 2     |
| Stan Mikita    | Chicago Blackhawks (1961)                           | 1     |
| Jiří Bicek     | New Jersey Devils (2003)                            | 1     |
| Martin Cibák   | Tampa Bay Lightning (2004)                          | 1     |
| Miroslav Šatan | Pittsburgh Penguins (2009)                          | 1     |
| Zdeno Chára    | Boston Bruins (2011)                                | 1     |
| Michal Handzuš | Chicago Blackhawks (2013)                           | 1     |
| Marián Gáborík | Los Angeles Kings (2014)                            | 1     |

## Velká Británie
- Celkem 12 hráčů

| Hráč             | Klub                                                                         | Počet |
| ---------------- | ---------------------------------------------------------------------------- | ----- |
| Gordon Pettinger | New York Rangers (1933), Detroit Red Wings (1936 1937), Boston Bruins (1939) | 4     |
| Steve Smith      | Edmonton Oilers (1987, 1988, 1990)                                           | 3     |
| Ken Hodge        | Boston Bruins (1970, 1972)                                                   | 2     |
| Dunc Munro       | Montreal Maroons (1926)                                                      | 1     |
| Alex Smith       | Ottawa Senators (1927)                                                       | 1     |
| Alex Gray        | New York Rangers (1928)                                                      | 1     |
| Andy Aitkenhead  | New York Rangers (1933)                                                      | 1     |
| Chuck Gardiner   | Chicago Blackhawks (1934)                                                    | 1     |
| Sammy McManus    | Montreal Maroons (1935)                                                      | 1     |
| Adam Brown       | Detroit Red Wings (1943)                                                     | 1     |
| Jim McFadden     | Detroit Red Wings (1950)                                                     | 1     |
| Jack Evans       | Chicago Blackhawks (1961)                                                    | 1     |

## Německo
- Celkem 6 hráči

| Hráč              | Klub                             | Počet |
| ----------------- | -------------------------------- | ----- |
| Tom Kühnhackl     | Pittsburgh Penguins (2016, 2017) | 2     |
| Randy Gilhen      | Pittsburgh Penguins (1991)       | 1     |
| Uwe Krupp         | Colorado Avalanche (1996)        | 1     |
| Dennis Seidenberg | Boston Bruins (2011)             | 1     |
| Philipp Grubauer  | Washington Capitals (2018)       | 1     |
| Nico Sturm        | Colorado Avalanche (2022)        | 1     |

## Ukrajina
- Celkem 4 hráči

| Hráč             | Klub                                                   | Počet |
| ---------------- | ------------------------------------------------------ | ----- |
| Johnny Gottselig | Chicago Blackhawks (1934, 1938)                        | 2     |
| Oleg Tverdovskij | New Jersey Devils (2003), Carolina Hurricanes (2006)   | 2     |
| Ruslan Fedotěnko | Tampa Bay Lightning (2004), Pittsburgh Penguins (2009) | 2     |
| Anton Babčuk     | Carolina Hurricanes (2006)                             | 1     |

## Lotyšsko
- Celkem 3 hráči

| Hráč            | Klub                        | Počet |
| --------------- | --------------------------- | ----- |
| Sandis Ozoliņš  | Colorado Avalanche (1996)   | 1     |
| Teodors Blugers | Vegas Golden Knights (2023) | 1     |
| Uvis Balinskis  | Florida Panthers (2025)     | 1     |

## Polsko
- Celkem 1 hráč

| Hráč            | Klub                     | Počet |
| --------------- | ------------------------ | ----- |
| Krzysztof Oliwa | New Jersey Devils (2000) | 1     |

## Francie
- Celkem 1 hráč

| Hráč           | Klub                      | Počet |
| -------------- | ------------------------- | ----- |
| Cristobal Huet | Chicago Blackhawks (2010) | 1     |

## Slovinsko
- Celkem 1 hráč

| Hráč         | Klub                           | Počet |
| ------------ | ------------------------------ | ----- |
| Anže Kopitar | Los Angeles Kings (2012, 2014) | 2     |

## Dánsko
- Celkem 1 hráč

| Hráč       | Klub                       | Počet |
| ---------- | -------------------------- | ----- |
| Lars Eller | Washington Capitals (2018) | 1     |

## Srbsko
- Celkem 1 hráč

| Hráč          | Klub                 | Počet |
| ------------- | -------------------- | ----- |
| Ivan Boldirev | Boston Bruins (1970) | 1     |